# Скотники (Нижньосілезьке воєводство)
Скотники (пол. Skotniki) — село в Польщі, у гміні Завоня Тшебницького повіту Нижньосілезького воєводства.
Населення — 73 особи (2011).
У 1975-1998 роках село належало до Вроцлавського воєводства.

## Демографія
Демографічна структура станом на 31 березня 2011 року:
|          | Загалом | Допрацездатний вік | Працездатний вік | Постпрацездатний вік |
| -------- | ------- | ------------------ | ---------------- | -------------------- |
| Чоловіки | 35      | 4                  | 26               | 5                    |
| Жінки    | 38      | 6                  | 23               | 9                    |
| Разом    | 73      | 10                 | 49               | 14                   |